# Volturara Irpina
Volturara Irpina est une commune de la province d'Avellino dans la région Campanie, en Italie.

## Histoire
- château de Volturara Irpina  en ruine (XIIe siècle)

## Géographie

### Communes limitrophes
Castelvetere sul Calore, Chiusano di San Domenico, Montella, Montemarano, Salza Irpina, Santo Stefano del Sole, Serino, Sorbo Serpico

## Manifestations
- Fête en l'honneur du  saint patron San Nicola da Bari

- Fête en l'honneur de Sant'Antonio di Padova

- Fête en l'honneur de San Michele Arcangelo

- Estate Volturarese

- Fête en l'honneur de Maria Immacolata della Piana

- A' ccapo a nni monte

- Sagra della castagna

- Fête de l'eau

- Festa del boscaiolo.

## Administration
| Période                                  | Période  | Identité      | Étiquette       | Qualité |
| ---------------------------------------- | -------- | ------------- | --------------- | ------- |
| 30 mai 2006                              | En cours | Edmondo Marra | Centro-Sinistra |         |
| Les données manquantes sont à compléter. |          |               |                 |         |

### Hameaux
Tavernole

### Évolution démographique
Habitants recensés

## Personnalités liées à la commune
- Alessandro Di Meo (it) (1726-1786) : théologue et historien né à Volturara Irpina.